# Marianerkreutz
La Marianekreuz o Croce mariana o Croce di Maria fu un'onorificenza dell'Impero austriaco.

## Storia
La Marianekreuz venne fondata come decorazione da Guglielmo Francesco d'Asburgo-Teschen, 57° gran maestro dell'Ordine Teutonico il quale, nel 1871 decise di istituire in seno all'ordine teutonico un corpo di volontari per il servizio di sanità attivo sia in tempo di pace che in tempo di guerra.
La condizione, come per l'ammissione all'Ordine Teutonico, era la nobiltà di provenienza e come tale tutti i volontari dovevano, o nel privato o direttamente sul campo di battaglia, prestare assistenza e aiuto ai feriti ed ai caduti attraverso ospedali da campo specializzati.
In concomitanza con la nascita di questa branca dell'Ordine, il 26 marzo 1871 venne approvato il decreto per la creazione di una decorazione apposita per quanti si fossero distinti con impegno e dedizione in questo compito.

## Insegne
La medaglia consisteva in una croce latina in argento smaltata di nero e profilata di bianco. Al centro vi era un medaglione in smalto bianco al centro del quale si trovava una croce greca rossa orlata d'oro. Il medalgione centrale era contornato da una banda nera che riportava in argento l'iscrizione "ORDO TEUT HUMANITATI". Sul retro della medaglia il disco centrale, smaltato di bianco e bordato di nero, riportava in centro la data "1871" in nero.
Il nastro riprendeva quello delle decorazioni di guerra e il colore del nastro dell'Ordine Teutonico, ovvero a strisce orizzontali bianche e nere con, per ciascun lato, una striscia bianca ed una nera.